# Macaca fascicularis
El macaco cangrejero (Macaca fascicularis) es una especie de primate catarrino de la familia Cercopithecidae. Se encuentra principalmente en Indonesia, Filipinas y Malasia, así como en las islas Andamán. Ha sido introducido en la isla de Mauricio, en la isla de Angaur y en Papúa. Está incluido en la lista 100 de las especies exóticas invasoras más dañinas del mundo de la Unión Internacional para la Conservación de la Naturaleza.
Macaca fascicularis es una de las especies de monos que han ido al espacio.

## Taxonomía
Se reconocen diez subespecies:
- M. fascicularis fascicularis
- M. fascicularis aurea
- M. fascicularis umbrosa
- M. fascicularis atriceps
- M. fascicularis condorensis
- M. fascicularis tusca
- M. fascicularis lasiae
- M. fascicularis tua
- M. fascicularis karimondjawae
- M. fascicularis philippinensis